# Lawler, Iowa
Lawler là một thành phố thuộc quận Chickasaw, tiểu bang Iowa, Hoa Kỳ. Năm 2010, dân số của thành phố này là 439 người.

## Dân số
Dân số qua các năm:
- Năm 2000: 461 người.
- Năm 2010: 439 người.